# Tim Claerhout

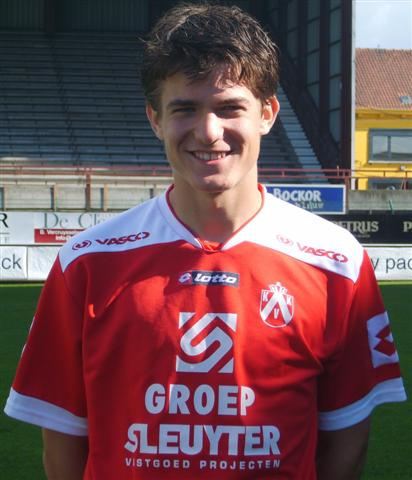
Tim Claerhout toen hij nog bij KV Kortrijk speelde

Tim Claerhout (24 februari 1987) is een Belgische voormalig voetbalspeler die bij voorkeur als verdediger speelt.

## Loopbaan
Claerhouts carrière begon bij KV Kortrijk. Hij werd enkele keren in de selectie voor het eerste opgenomen, waar hij kansen kreeg om zich te bewijzen. In het seizoen 2005-06 begon hij enkele keren in de basis bij KVK, maar in 2006-07 viel hij regelmatig buiten de selectie.
In januari 2007 tekende Claerhout een tweejarig contract bij SC Wielsbeke. Het seizoen erna vertrok hij naar Standaard Wetteren. Bij deze club was hij twee seizoenen actief alvorens naar SW Harelbeke te vertrekken. Na drie seizoenen bij Sparta Petegem besloot hij in 2015 zijn loopbaan.
Claerhouts broer Bert Claerhout is ook voetballer. Hij speelde in de beloftenploeg van KV Kortrijk, maar volgde zijn broer in het seizoen 2008-2009 naar Standaard Wetteren.